# Dame de Canton
La dame de Canton (anciennement guinguette pirate) est une jonque aménagée en salle de spectacles et amarrée à Paris depuis 1995.

## Historique
En 1995, une bande d'amis qui gravite autour des squats parisiens entend parler d'une jonque chinoise plus ou moins à l'abandon du côté du Havre. Ils décident alors de la ramener à Paris pour en faire une guinguette éphémère sous le nom de guinguette pirate. 
La guinguette pirate ouvre officiellement ses portes le 1er avril 1995, au Quai de la Gare. En 1999, la structure qui gère le bateau dépose le bilan et la salle est reprise par un nouvel investisseur. Une partie de l'équipe présente à cette époque fonde le Batofar, un autre bateau-salle de spectacle amarré à quelques mètres, offrant une programmation plus orientée musique électronique.  
Quelques années plus tard, la salle prend le nom de cabaret pirate, avant de revenir à son nom d'origine la dame de Canton. 